# Селека
Селека, официально Séléka CPSK-CPJP-UFDR — бывший альянс повстанческих группировок, который захватил столицу Центральноафриканской Республики (ЦАР) 24 марта 2013 года в ходе острого внутриполитического кризиса, переросшего со временем в гражданскую войну (c 2012). После официального роспуска в сентябре 2013 года оставшиеся повстанческие группы стали известны как "Ex-Séléka". Один из бывших лидеров Селеки Мишель Джотодиа был президентом страны с марта 2013 года до своей отставки в январе 2014 года. Почти все члены Селеки являлись мусульманами.

## Название
Слово "селека" означает "коалиция" или "альянс" на санго, одном из двух государственных языков ЦАР, другой - французский. Международные СМИ сократили полное название "Séléka CPSK-CPJP-UFDR" (включающее в себя аббревиатуры входящих в альянс организаций) до «la Séléka» на французском и «Seleka» на английском языке.
Термин «Селека» использовался ранее в политике ЦАР, когда Жан-Жак Демафут основал политическую партию «Новый альянс за прогресс» (фр. Nouvelle Alliance pour le Progrès) с названием на языке санго — «Fini Seleka».

## Предыстория
Повстанческая коалиция возникла в результате соглашения, подписанного 20 августа 2012 года между фракциями Конвенция Патриотов за Справедливость и Мир (CPJP) и Патриотическая Конвенция по Спасению Страны (CPSK), двумя из многочисленных антиправительственных формирований ЦАР, 20 августа 2012 года. CPJP в данном случае относится к "основной" группе, отколовшейся от "CPJP", одной из многих группировок, участвующих в длительной Гражданской войне в ЦАР (2004—2007). 25 августа 2012 года другая фракция, входившая в "CPJP" подписала мирное соглашение с правительством.
Впервые "Селека" появилась 15 сентября 2012 года под названием "alliance CPSK-CPJP" когда она опубликовала пресс-релиз, взяв на себя ответственность на нападения на три города в тот день. Селека является последней из крупных повстанческих группировок, нападавшей на города. Об КПСК почти ничего не было известно. 5 декабря 2012 года группировка опубликовала свой новый пресс-релиз, используя полное название «Séléka CPSK-CPJP-UFDR», включая таким образом Союз Демократических Сил за Единство (UFDR). Две группировки, которые не указаны в названии, давняя группировка Демократический Фронт Центральноафриканского Народа (FDPC) и новоиспеченный Альянс за Возрождение и Перестройку (A2R), как сообщается, также были частью альянса.
После прихода к власти представители группировки заявили о пересмотре договоров на разработку месторождений страны (критике подверглись договоры с Китаем и ЮАР).
Наступление на позиции правительственных войск они начали в декабре 2012 года. За несколько недель наступления они захватили Кага-Бандоро, Нделе, Бриа, Бамбари. При штурме столицы повстанцам помимо правительственных войск противостояли солдаты ЮАР.
Террористические вооружённые группы осуществляли убийства, грабежи, изнасилования, пытки и похищения людей, действуя, главным образом, против гражданских лиц — христиан. После захвата столицы боевикам «Селеки» начали противостоять христианские вооружённые формирования «Антибалака». В начале 2014 года формирования «Селеки» были вынуждены покинуть столицу страны.
Международные силы ООН (из Чада) были замечены в поддержке «Селеки». Власти Судана опровергли своё участие в поддержке группировки. Группировка получает поддержку из Саудовской Аравии.
В настоящее время «Селека» распалась как единая организация (о её роспуске было объявлено в сентябре 2013 года). Одним из преемников «Селеки» является Народный фронт возрождения Центральноафриканской республики. Его целью является либо восстановить в ЦАР правление «Селеки», либо создать отдельное мусульманское государство на северо-востоке страны. В декабре 2015 года он провозгласил Республику Логон, также известную как Дар Эль Кути.
В октябре 2021 года в Международном уголовном суде (МУС) открываются слушания по подтверждению обвинений в отношении бывшего ополченца Селеки Махамата Саида. Этот бывший милиционер подозревается в преступлениях против человечности и военных преступлениях, совершенных в 2013 и 2014 годах. Это первый случай, когда бывший член «Селеки» столкнулся с судьями Суда.